# Cardinia (LGA)
Shire of Cardinia is een Local Government Area (LGA) in Australië in de staat Victoria. Het maakt deel uit van de agglomeratie van Melbourne. Shire of Cardinia telt 68.641 inwoners. Het bestuur zetelt in Pakenham.